# Le Monde sur le fil
Pour plus de détails, voir Fiche technique et Distribution.
Le Monde sur le fil (Welt am Draht), minisérie allemande en 2 parties, réalisée par Rainer Werner Fassbinder, diffusé les 14 et 16 octobre 1973.
Après sa restauration, elle est diffusée le 14 février 2010, lors de la Berlinade 2010, pour la première mondiale. 
Le label Carlotta Films la sort en Blu-ray en France en 2010.
Il s'agit d'une adaptation du roman Simulacron 3 de Daniel F. Galouye.

## Synopsis
À l'Institut de cybernétique et des sciences à venir ("Institut für Kybernetik und Zukunftsforschung, IKZ") un nouveau supercalculateur contient un programme de simulation d'un monde artificiel, avec environ 10 000 unités vivant comme des êtres humains et ayant développé une capacité de raisonnement. Toutefois, ces unités n'ont pas conscience que leur monde est seulement une simulation. Alors qu'il était proche d'une incroyable découverte, le professeur Vollmer, qui est à la tête de l'institut, est retrouvé mort dans un mystérieux accident. Son successeur, le docteur Stiller, a un entretien avec Lause, affecté à la sécurité de l'institut, lorsque celui-ci disparaît subitement sans laisser aucune trace alors qu'il s'apprêtait à lui révéler le secret de Vollmer. Encore plus mystérieusement, aucun des employés ne se souvient de Lause. Stiller décide d'enquêter sur ces affaires. 
Pendant ce temps, l'une des personnes du monde simulé tente de se suicider, en vain. Finalement, cette unité est supprimée par Walfang, ami et collègue de Stiller, afin de maintenir la simulation stable. Afin de déterminer les raisons qui ont motivé cette tentative de suicide, Stiller contacte l'unité de liaison dans le monde simulé. Cette unité est nécessaire pour le fonctionnement du programme. Cet homme, nommé Einstein, est la seule unité de la simulation qui sait être dans un monde simulé. Afin de devenir une personne réelle, il peut éventuellement commuter son esprit avec celui de Walfang, pendant que ce dernier est en liaison dans le monde simulé. Einstein fournit à Stiller une explication à propos des différents mystères comme la disparition des souvenirs et la disparition de personnes : leur monde réel n'est rien d'autre qu'une simulation d'un monde réel, mais un niveau au-dessus.
À la suite de cette révélation, Stiller glisse dans la folie. Les autres personnes « réelles » l'interrogent, et ses réponses pourraient le conduire à être enfermé en prison ou en hôpital psychiatrique, voire à être tué. Stiller arrive à convaincre Hahn, le conseiller de l'Institut de Psychologie, mais celui-ci meurt alors dans un accident, pour lequel Stiller est suspecté de meurtre ainsi que de celui de Vollmer.
Stiller fuit et recherche l'unité de son monde « réel », qui nécessairement est en liaison avec le monde réel du niveau au-dessus. Il réussit à survivre à plusieurs tentatives d'assassinat et retrouve Eva, la fille de Vollmer, avec qui il avait déjà eu une relation amoureuse par le passé. C'est elle qui est l'unité de liaison avec le monde réel du niveau au-dessus. Il apprend également qu'il a été programmé d'après un Stiller réel qu'Eva admire, mais celui-ci a perdu la raison en voulant diriger la simulation depuis le monde au-dessus. Bien que Stiller ait été programmé pour mourir dans une embuscade, Eva commute l'esprit des deux Stiller et ramène le Stiller simulé dans le monde réel.

## Fiche technique
- Titre : Le Monde sur le fil
- Titre original : Welt am Draht
- Réalisation : Rainer Werner Fassbinder
- Scénario : Rainer Werner Fassbinder et Fritz Müller-Scherz d'après le livre de Daniel F. Galouye
- Production : Peter Märthesheimer et Alexander Wesemann
- Musique : Gottfried Hüngsberg
- Photographie : Michael Ballhaus et Ulrich Prinz
- Montage : Ursula Elles et Marie Anne Gerhardt
- Pays d'origine : Allemagne
- Langue : allemand
- Format : Couleurs - 1,33:1 - Mono
- Genre : Science-fiction
- Durée : 205 minutes
- Date de diffusion :  Allemagne : 14 et 16 octobre 1973 sur ARD  France : 2010 sur Blu-ray

## Distribution
- Klaus Löwitsch : Fred Stiller
- Barbara Valentin : Gloria Fromm
- Mascha Rabben (de) : Eva Vollmer, fille de Henry Vollmer
- Karl-Heinz Vosgerau : Herbert Siskins
- Wolfgang Schenck : Franz Hahn
- Günter Lamprecht : Fritz Walfang
- Ulli Lommel : Rupp, journaliste
- Adrian Hoven : Professeur Henry Vollmer
- Ivan Desny : Guenther Lause, oncle d'Eva Vollmer
- Joachim Hansen : Hans Edelkern
- Gottfried John : Einstein
- Werner Schroeter : Invité
- Christine Kaufmann : Invité
- Eddie Constantine : L'homme dans la Rolls-Royce
- Margit Carstensen : Maya Schmidt-Gentner
- Magdalena Montezuma : Une invitée
- Solange Pradel : une chanteuse.
- Peter Chatel : Hirse, secrétaire d'État